# Acidiostigma brunneum
Acidiostigma brunneum es una especie de insecto del género Acidiostigma de la familia Tephritidae del orden Diptera.

## Historia
Wang la describió científicamente por primera vez en el año 1990.